# تشارلي هاكيت
تشارلي هاكيت (بالإنجليزية: Charlie Hackett)‏ هو لاعب كرة قاعدة أمريكي، ولد في 1855 في لين في الولايات المتحدة، وتوفي في 1 أغسطس 1898 في هوليوك في الولايات المتحدة.